# Походный костёр
Походный костёр — костёр, разводимый в туристических, военных и других видах походов. В качестве топлива используются дрова, как правило найденные поблизости от места привала.

## Способы разведения
Существуют различные способы разведения костра:
| Рисунок | Название, описание | Свойства |
| ------- | --- | --- |
|         | «колодец» (поленья, сложенные срубом) | даёт низкое и широкое пламя |
|         | «звёздный» (из составленных концами, в виде звезды, толстых поленьев) | хорош для длительного поддержания огня без постоянного подкладывания сучьев; незаменим ночью, достаточно лишь время от времени продвигать поленья к центру |
|         | «нодья», «таёжный» (из двух уложенных одно на другое смолистых брёвен, отёсанных на один кант и глубоко насечённых топором, с подкладкой из щепок и стружек) | горит 9-10 часов, требует незначительного ухода и наиболее пригоден для устройства между большими двусторонними заслонами. Брёвна обычно нужны диаметром 25-30 см и укладываются одно на другое отёсанными сторонами |
|         | «охотничий» (из трёх брёвен на подкладке) | горит 6-8 часов без особого ухода, нужно лишь периодически продвигать вперёд и сближать горящие концы бревен; пригоден для односторонних заслонов |
|         | «полинезийский», «ямка», «дакотский» (не требует большого количества дров, но чтобы дрова хорошо горели и не дымили, рядом следует вырыть другую ямку с узким каналом к костру для доступа воздуха) | невидим и дает много углей и золы. Стенки вырытой ямки обкладываются бревнами или камнями, огонь разводится внутри. По возможности место выбирается под нависшей скалой или густой кроной дерева, тогда он будет незаметен не только с боков, но и сверху. При отсутствии естественной маскировки такой костёр легко прикрыть сверху ветками деревьев или куском жести |
|         | «очаг» | как альтернатива делается обычно в горах, огораживается камнями с отверстием с наветренной стороны для притока воздуха |
|         | Шведская или финская свеча В бревне длиной от 50 до 100 см и диаметром от 25 до 60 см делается два глухих отверстия — продольное и поперечное, которые пересекаются друг с другом, за счёт чего образуется тяга. Иногда делается два перпендикулярных пропила с одной стороны бревна. Затем оно ставится вертикально. Также используют несколько поленьев, связанных проволокой. | Чаще всего используется как источник огня для приготовления пищи или освещения. Если древесина не слишком сухая горит несколько часов. Используются хвойные породы дерева — ель, пихта, сосна. Преимущества — экономичность, недостаток — сложность в изготовлении и необходимость использования дополнительного инструмента — бура (сверла), пилы, проволоки.         |

Для разведения костра на влажной почве или снегу подкладывается прослойка из брёвен или камней. Несколько небольших костров, расположенных вокруг, в холодную погоду обычно дают больше тепла, чем один большой.

## Костровище (Кострище)

Современное походное костровище

Место, где когда-то горел костёр, а также место, специально предназначенное для разведения костра называется костри́ще. Так, кострищами называются следы больших первобытных костров, разводимых обычно в пещерах.
Ныне для разведения костров законодательством предъявляется ряд требований, например тщательно выбранное место, в котором невозможно случайное воспламенения травы или леса.

Приготовление пищи на костре
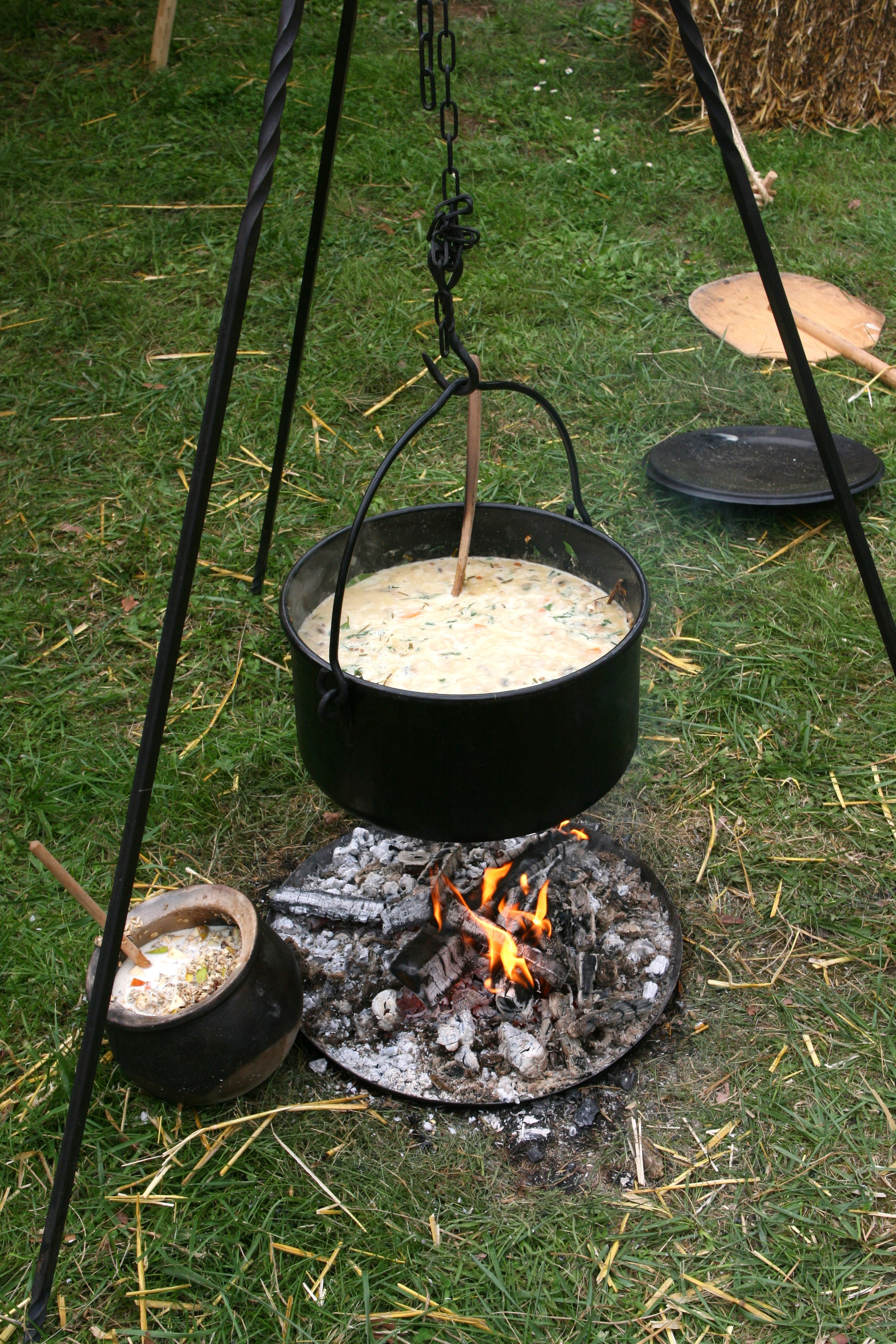
Приготовление супа в котле на костровой треноге
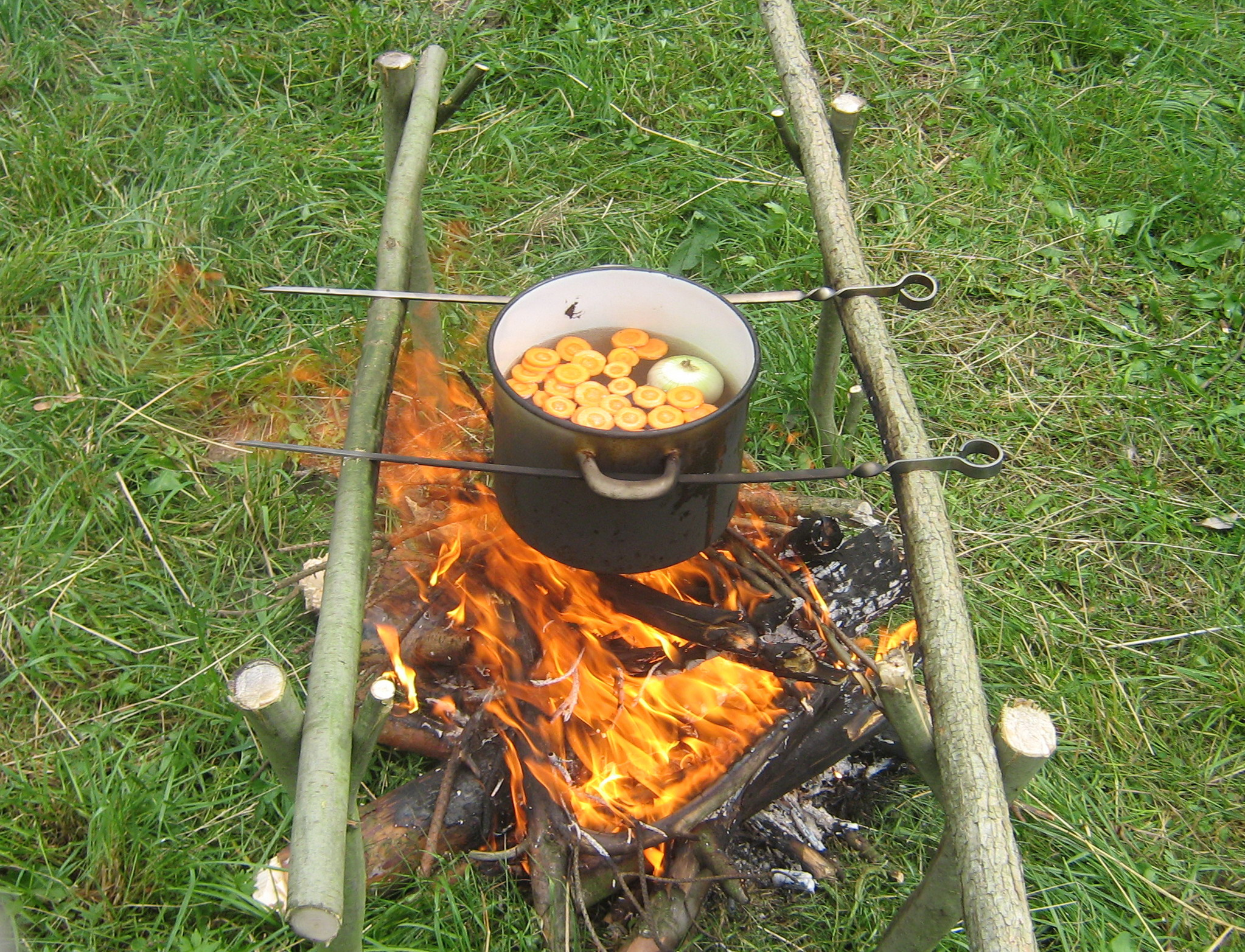
Приготовление супа в кастрюле
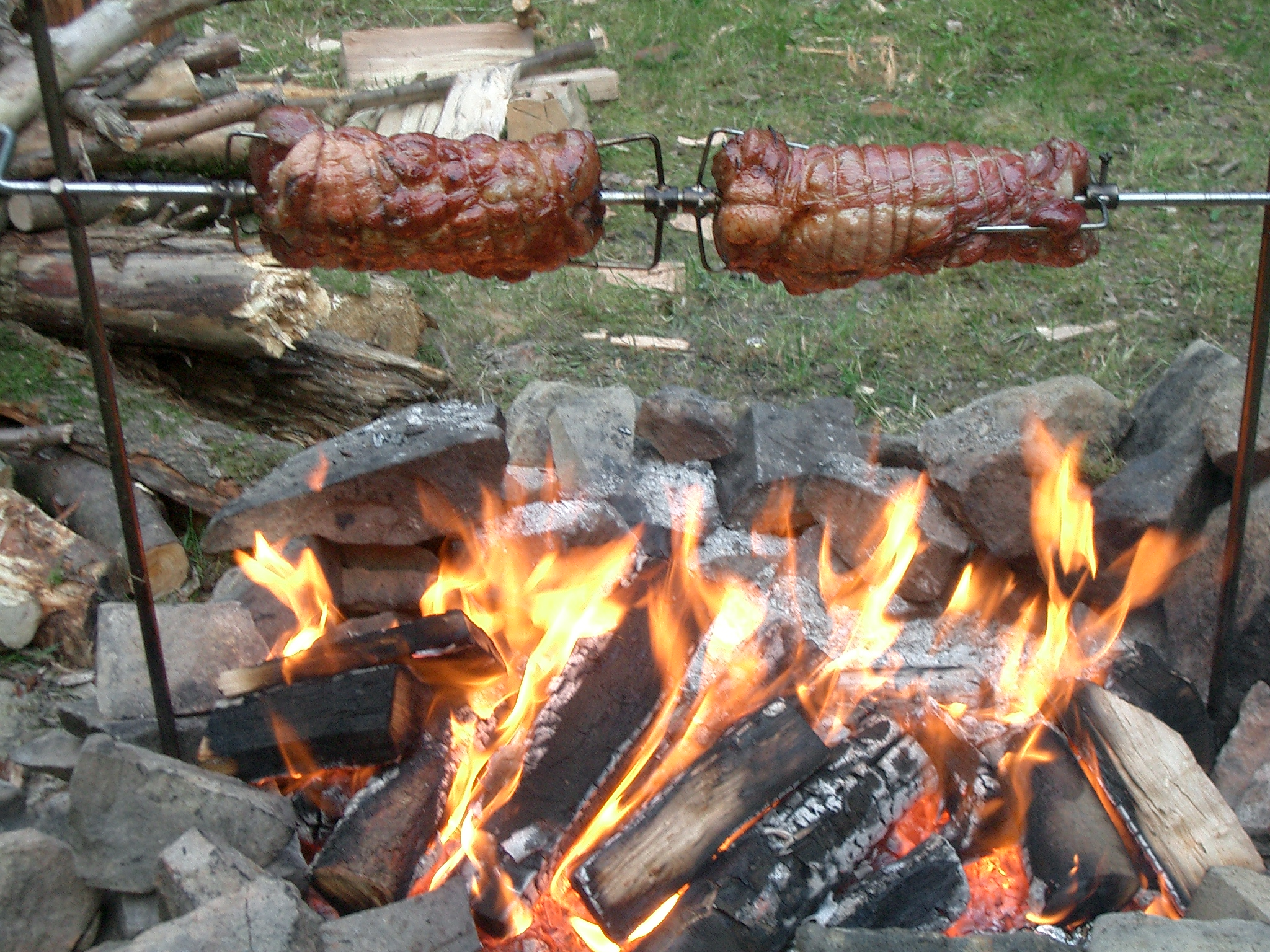
Поджаривание дичи на вертеле
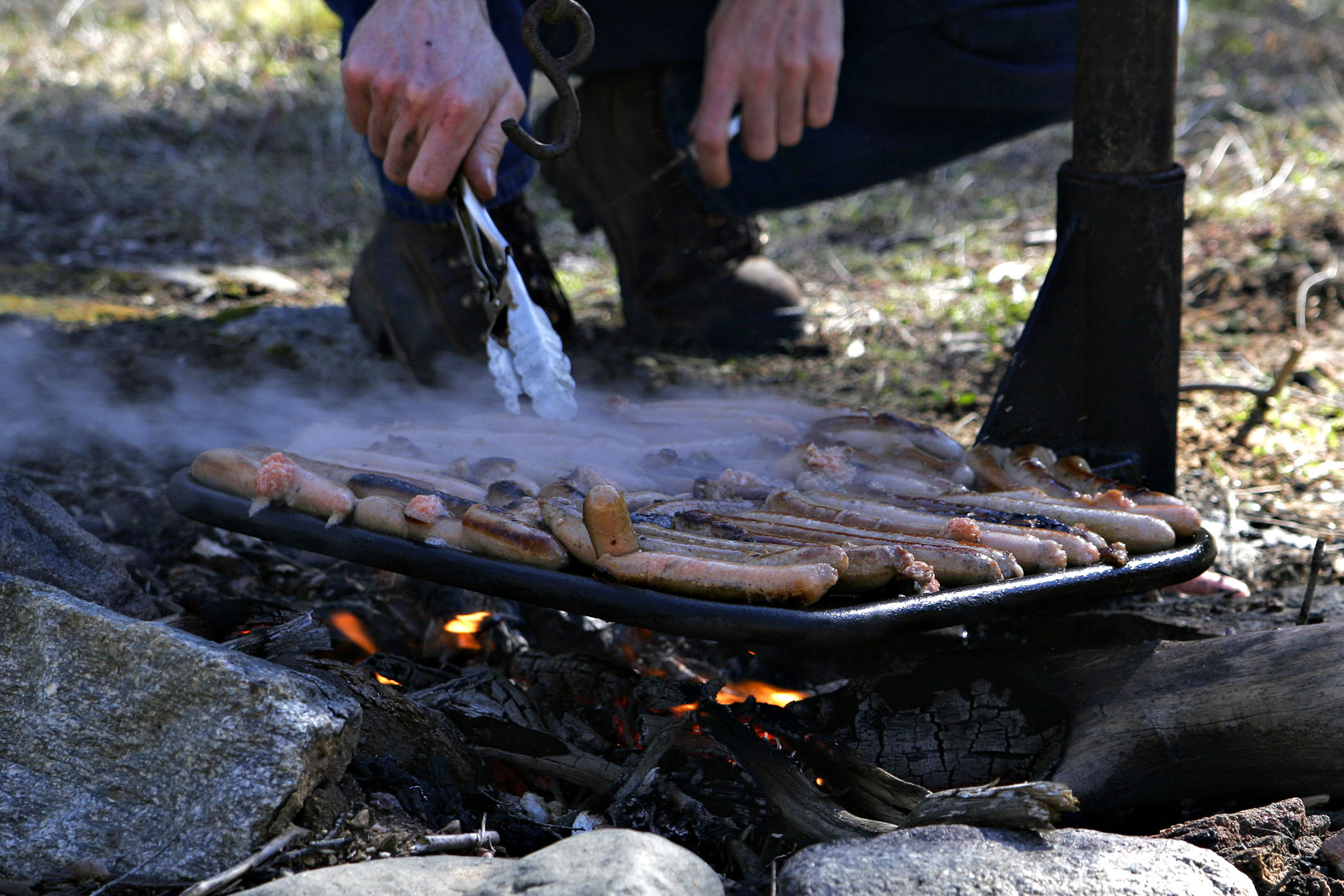
Поджаривание сосисок на гриле
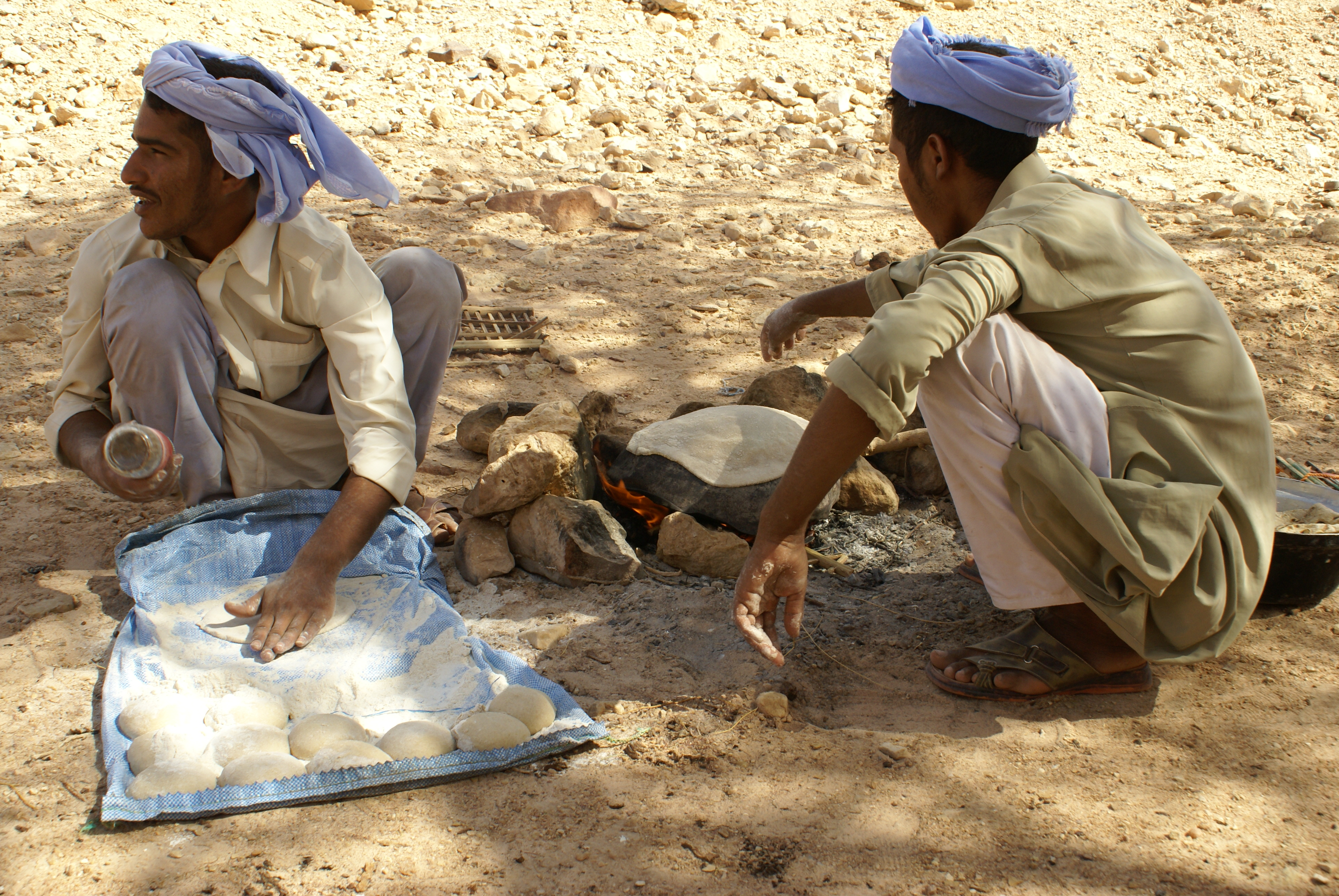
Бедуины готовят хлеб